# Francia ai Giochi della XXV Olimpiade
La Francia partecipò ai Giochi della XXV Olimpiade, svoltisi a Barcellona, Spagna, dal 25 luglio al 9 agosto 1992, con una delegazione di 339 atleti impegnati in venticinque discipline.

## Risultati

### Pallanuoto
| Atleta | Classifica |                    |
| --- | --- | ------------------ |
| V · D · M Nazionale maschile francese di pallanuoto · Giochi olimpici - Barcellona 1992 1 Olivon · 2 Grimaldi · 3 Tillie · 4 Garsau · 5 Ducher · 6 Charlot · 7 de Nardi · 8 Loustaneau · 9 Alimondo · 10 Madelenat · 11 Jeleff · 12 Gautier · 13 Besson · CT : Victor Nataf | 11° |                    |
| Nazionale maschile francese di pallanuoto · Giochi olimpici - Barcellona 1992 | |                    |
| 1 Olivon · 2 Grimaldi · 3 Tillie · 4 Garsau · 5 Ducher · 6 Charlot · 7 de Nardi · 8 Loustaneau · 9 Alimondo · 10 Madelenat · 11 Jeleff · 12 Gautier · 13 Besson · CT: Victor Nataf                                                                                          | 1 Olivon · 2 Grimaldi · 3 Tillie · 4 Garsau · 5 Ducher · 6 Charlot · 7 de Nardi · 8 Loustaneau · 9 Alimondo · 10 Madelenat · 11 Jeleff · 12 Gautier · 13 Besson · CT: Victor Nataf | Francia (bandiera) |